# R.O.T.O.R.
R.O.T.O.R. (Robotic Officer Tactical Operation Research) es una película de acción y ciencia ficción de 1987 dirigida por Cullen Blaine con un reparto que incluye a Richard Gesswein, Jayne Smith y Margaret Trigg. El filme ha sido descrito como una copia de bajo presupuesto de The Terminator y RoboCop.

## Argumento

### Sinopsis
La historia trata de un científico jefe en el campo de la robótica policial —el doctor Barrett Coldyron (Richard Gesswein)— cuyo superior corrupto Earl Burglar (Michael Hunter), ordena la fabricación de un prototipo robótico experimental denominado R.O.T.O.R que debe ser finalizado en un plazo de sesenta días. La orden es realizada a petición del senador Donald D. Douglas, que intenta apropiarse del mérito del proyecto y usarlo para catapultarse a la Casa Blanca. Coldyron advierte a Burglar de que al prototipo le quedan todavía años para estar listo, pero es obligado a dimitir, siendo sustituido por sus incompetentes ayudantes, el doctor Houghtaling (Stan Moore) y su robot Willard. Durante la ausencia de Coldyron, R.O.T.O.R. es activado de manera accidental y puesto en servicio. Es entonces cuando procede a ejecutar a un conductor (James Cole) por exceso de velocidad, y aterroriza a su joven prometida, Sonya (Margaret Trigg), a quien el robot implicó en la infracción en calidad de cómplice de su novio. Al conocer que su creación ha escapado, el capitán Coldyron recibe la ayuda de su atractiva colega de Houston, la Doctora Corrine Steele, que fue la encargada de diseñar el chasis de combate de la unidad díscola. Juntos, Steele y Coldyron persiguen al incontrolable robot e intentan detenerle antes de que vuelva asesinar de nuevo. 

## Reparto principal
| Actor            | Personaje          | Notas |
| ---------------- | ------------------ | --- |
| Richard Gesswein | Cap. J.B. Coldyron | Un científico que dirige el laboratorio de robótica policial pero al mismo tiempo vive en un rancho. El sueño de Coldyron es desarrollar una fuerza de oficiales robóticos, pero es hecho añicos por las interferencias de su superior Earl Burglar.                                                                                       |
| Jayne Smith      | Dra. C.R. Steele   | Steele es la diseñadora del chasis robótico de R.O.T.O.R. Trabaja en Houston, Texas. |
| Carroll Brandon  | R.O.T.O.R.         | El robot asesino barrigudo que es activado por accidente. Es una máquina extremadamente peligrosa instruida en todo tipo de habilidad desde taichí a combate a gran escala. Está construido de una aleación desconocida de un material desconocido. El robot sólo tiene un punto débil: los ruidos de mucho volumen le vuelven vulnerable. |
| Michael Hunter   | Earl G. Burglar    | El superior de Coldyron en el departamento de policía. |
| Margaret Trigg   | Sonya G. Garren    | Una inocente prometida perseguida incansablemente por R.O.T.O.R. después de que este último matara a su novio por exceso de velocidad. Sonya emplea una gran parte del tiempo de metraje escapando de R.O.T.O.R. en un Isuzu Impulse azul de 1986 mientras Coldyron y Steele desarrollan un ingenioso plan para derrotar a R.O.T.O.R.      |
| Shawn Brown      | Mokie Killion      | Un sarcástico policía de a pie sin pelos en la lengua. A Mokie no le gusta arreglar los destrozos dejados por Coldyron al detener a un grupo de ladrones de tiendas armados. |

## Lanzamiento en vídeo
R.O.T.O.R. está disponible en cinta de VHS. Puede ser vista en línea a través de un sitio web de alquiler de películas. Mill Creek Entertainment la incluyó en su pack de 50 películas de Scifi Invasion en DVD.

## Influencia
Los subtítulos al español de esta película inspiro el nombre de la banda de indie rock argentina Él Mató a un Policía Motorizado